# Phnum Proek (huyện)
Phnum Proek (tiếng Khmer: ភ្នំព្រឹក) là một huyện (srok) thuộc tỉnh Battambang, tây bắc Campuchia.
Huyện này được chia thành 5 xã (khum).
| Khum (Xã)     | Phum (Làng) |
| ------------- | --- |
| Phnum Proek   | Tuol Khpos, Beng S'at, Phnum Proek, Sralau, Kokir                                                               |
| Pech Chenda   | Ou, Phnum Touch, Pech Chenda                                                                                    |
| Chakrei       | Tuol, Chamkar Trab, Hong Tuek, Chakrei, Damnakksan, Ouda, Phnomprampi, Bou, Anlongkrouch, AnlongsIþ, Spantomnab |
| Barang Thleak | Tuol Chrey, Ou Chhat, Khvav, Barang Thleak, Chamkar Srov, Tuol Ampil                                            |
| Ou Rumduol    | Samraong, Ou Rumduol, Ou Prayut, Kandal, Ou Lhong, Oulahong                                                     |